# Bernhard Heinzle
Bernhard Heinzle (* 22. Jänner 1976 in Feldkirch) ist ein österreichischer Gewerkschaftsfunktionär. Seit November 2022 ist er Präsident der Arbeiterkammer Vorarlberg. Er ist im Österreichischen Arbeitnehmerinnen- und Arbeitnehmerbund (ÖAAB) bzw. der Fraktion Christlicher Gewerkschafter (FCG) verankert.

## Leben
Bernhard Heinzle schloss bei der Firma Mahle König KG in Rankweil – einem Zulieferer der Auto- und Motorenindustrie – eine Lehre zum Werkzeugmaschineur ab.
Von 1999 bis 2011 war er Kammerrat der Arbeiterkammer Vorarlberg.
Heinzle war seit 2006 Landesgeschäftsführer der Gewerkschaft der Privatangestellten (GPA) und von 2015 bis 2022 Vizepräsident der AK Vorarlberg.
Am 3. November 2022 wurde er als Nachfolger von Hubert Hämmerle zum Präsidenten der Arbeiterkammer gewählt.
Bernhard Heinzle ist verheiratet und hat zwei Kinder.